# 西畑萌香
西畑 萌香（にしはた もえか、1998年4月12日 - ）は、日本の女子プロゴルファー。大阪府羽曳野市出身。日本ウェルネス高等学校卒業。1998年度生まれの女子プロゴルファーで形成される「黄金世代」の一人である。

## 略歴
1998年4月12日、大阪府に生まれ、6歳よりゴルフを始めた。2017年7月28日にプロテスト合格。
同年8月、大山平原ゴルフクラブ（鳥取県）で開催された女子下部ステップアップツアー「山陰合同銀行Duoカードレディース」をデビュー戦とする。2日目終了時点では6アンダー単独首位だったが、最終日に勝みなみが逆転優勝し、2位に終わった。

## テレビ出演
- ゴルフサバイバル - 2018年4月、6月、2019年1月、8月、2020年3月、2021年4月 (BS日テレ)
- 女子ゴルフペアマッチ選手権 - 杉原彩花とのペアでシーズン2に出場 (BS朝日)
- 原田伸郎のめざせパーゴルフIII - 放送予定2025年6月 (サンテレビ)